# Strada romana in Cilicia
La strada romana in Cilicia (in turco Roma yolu) è parte di una strada romana nella provincia di Mersin, in Turchia.

## Geografia

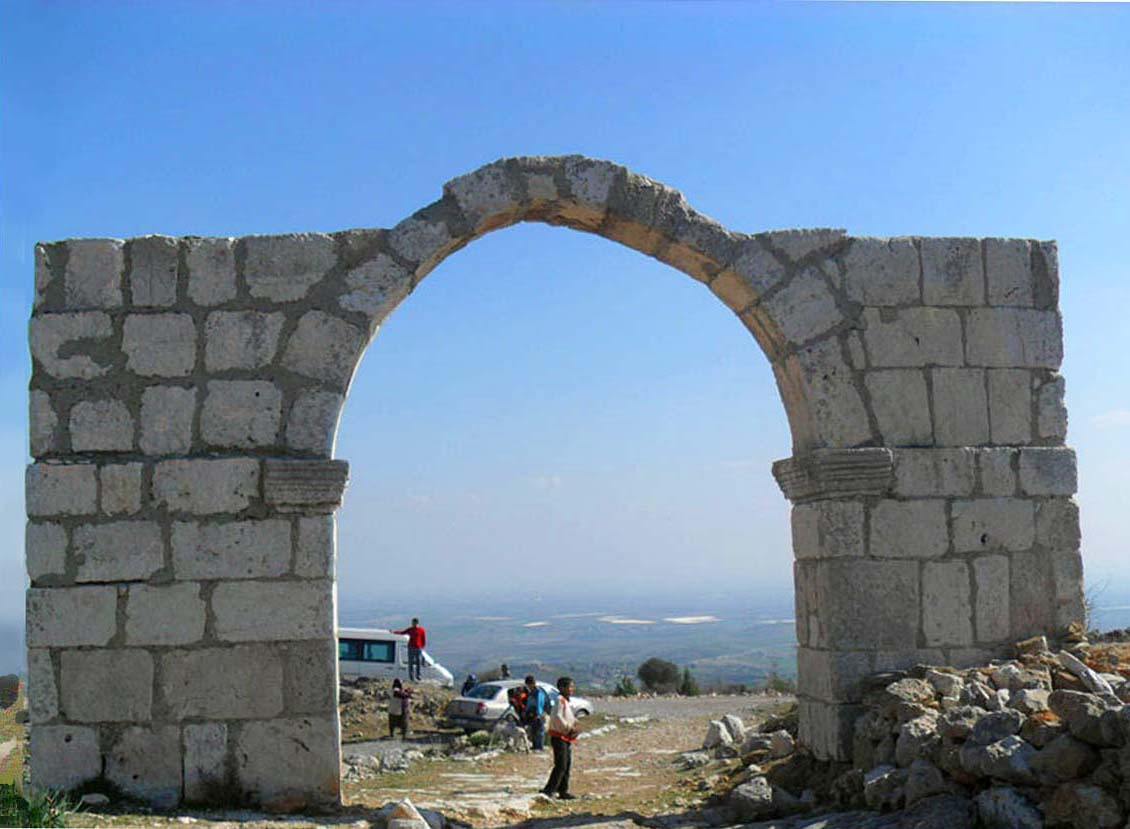
Porta all'estremità meridionale

La strada è considerata un tratto della strada principale che nell'antichità collegava la Cilicia alla Capadocia. Il capolinea settentrionale si trovava probabilmente nella città di Bahçeli, una parte dell'antica città di Tyana nella provincia di Niğde. Il capolinea meridionale si trovava invece a Tarso, un grande centro distrettuale nella provincia di Mersin e un'importante città antica. La moderna distanza autostradale tra queste due località è di 148 chilometri (92 mi). Attualmente solo un piccolo tratto della strada è stato riportato alla luce. La strada sterrata parte da una collina a circa 37°03′N 34°54′E che si trova nelle vicinanze del villaggio di Sağlıklı, il quale dista 14 chilometri (8,7 mi) da Tarso, e prosegue per circa 3 chilometri (1,9 mi) verso nord. L'altitudine media della strada va da 300 metri (980 ft) fino a 400 metri (1 300 ft). All'estremità meridionale del percorso rinvenuto, in prossimità di Tarso, c'è una porta che era o un punto di controllo del confine della Cilicia o una porta ad arco. È presente anche una brevissima strada nel tessuto urbano di Tarso chiamata Strada Antica che è stata scoperta solo recentemente, tuttavia non è chiaro se le due strade siano collegate.

## Storia
Si crede che la strada sia stata costruita nel I secolo d.C. sotto la dominazione dell'Impero Romano. Inoltre secondo un'iscrizione di restauro, rinvenuta accanto alla strada, fu ricostruita o riparata durante il regno di Caracalla nel III secolo. La porta originale posta all'estremità meridionale, datata al V secolo, ad un certo punto fu distrutta e la porta attuale fu ricostruita molto più tardi.

## Dettagli tecnici
La strada ha una pavimentazione in pietra e ci sono cordoli, sempre in pietra, ad ogni lato della strada. La larghezza della strada escluso il parapetto è di circa 3 metri (9,8 ft).
Le dimensioni esterne della porta meridionale, costruita in blocchi di pietra squadrati, sono di 8,8 m. di larghezza x 5,2 m di altezza (28,98 ft alto x 17 ft largo). La larghezza interna è di 4,11 metri (13,5 ft).